# 빌 올렛
빌 올렛(Bill Aulet)은 미국의 기업가이자 교육자로, 매사추세츠 공과대학교(MIT)[MIT 슬론 경영대학원 교수이며 마틴 트러스트 MIT 창업센터(Martin Trust Center for MIT Entrepreneurship)의 전무이사이다. 그는 기업가정신 교육 프로그램을 설계하고 이끌어 왔으며, 대표 저서로는 《Disciplined Entrepreneurship: 24 Steps to a Successful Startup》이 있다.

## 경력
올렛은 2009년부터 마틴 트러스트 MIT 창업센터의 전무이사로 재직하며 다양한 교육 프로그램과 창업 지원 활동을 개발하였다. 그가 설계한 대표적인 교육과정으로는 ‘Linked Data Ventures’, ‘Energy Ventures’, ‘Entrepreneurial Product Marketing and Development’ 등이 있으며, MIT 클린에너지상(MIT Clean Energy Prize), MIT Entrepreneurship Review 등 학생 주도의 활동도 이끌었다. 또한 글로벌 창업가 기술 엑셀러레이터(Global Founders’ Skills Accelerator)와 비하이브 협동조합(Beehive Cooperative) 등의 엑셀러레이터도 설립하였다.
그는 MIT 지역 창업가 가속 프로그램(REAP)과 같은 국제적 협력 프로그램도 주도했다. 2013년에는 MIT로부터 아돌프 F. 모노슨 상(Adolf F. Monosson Prize)을 수상했다.
MIT 입성 전에는 IBM에서 10년 이상 재직했으며, 이후 3D 이미지 기술 기업 SensAble Technologies Inc.를 포함한 여러 스타트업을 창업하였다.

## 인터뷰
2022년 9월 중앙일보와의 인터뷰에서, 창업에서 가장 중요한 요소는 독창적인 아이디어가 아니라 시장에 대한 이해와 고객 중심의 접근이라고 강조하였다. 그는 구글, 페이스북, 애플과 같은 기업들도 전혀 새로운 발명을 통해 성공한 것이 아니라 기존에 존재하던 기술과 기능을 시장의 수요에 맞게 재구성하고 최적화함으로써 성공을 거두었다고 분석하였다. 따라서 창업 초기에는 고객이 누구인지 명확히 정의하고, 그들이 실제로 필요로 하는 것을 기반으로 제품을 개발하는 것이 중요하며, 제품을 만든 후에 고객을 찾는 방식은 비효율적이라고 지적했다. 그는 『Disciplined Entrepreneurship』이라는 저서를 통해 이 같은 원칙을 체계적으로 설명하였다.
올렛 교수는 특히 경기 불황과 같은 ‘투자 혹한기’야말로 창업을 시작하기에 가장 적절한 시기라고 보았다. 그는 불경기에는 자금과 자원이 부족한 만큼 창업자가 위기 상황을 견디며 ‘근육’을 단련할 수 있고, 그런 경험이 장기적으로 기업의 생존력과 확장성에 유리하게 작용한다고 말했다. 현금 흐름을 기업 운영의 핵심으로 제시한 그는, MIT 슬론에서 학생들에게 항상 “현금이 왕(Cash is King)”이라는 원칙을 가르치며, 고객이 실제로 돈을 지불하는 구조를 갖춘 스타트업만이 생존할 수 있다고 주장하였다. 또한 창업자의 성공에는 세 가지 결정적 순간—법인 설립, 기업공개(IPO) 혹은 인수, 그리고 현금흐름의 흑자 전환—이 있으며, 이 중 마지막이야말로 창업자가 스스로의 운명을 통제할 수 있게 되는 시점이라고 설명하였다. 그는 유망한 창업 분야로 기후테크, 고령자 헬스케어, 여성 기술시장(펨테크)을 제시했으며, 창업은 단지 스타트업을 만드는 행위가 아니라 문제 해결을 위한 전방위적 태도와 역량이라고 밝혔다. 기업가 정신은 민간기업뿐 아니라 학계, 공공기관 등 사회 전반에 요구되는 덕목이며, 이를 통해 복잡한 글로벌 문제에 대응할 수 있다고 보았다. 한국 사회에 대해서는 개인의 역량은 뛰어나지만 위험 회피적 문화가 창업을 어렵게 만들고 있으며, 창업자를 존중하고 실패를 수용하는 사회적 분위기가 필요하다고 진단했다.

## 저술 및 기고
올렛은 《월스트리트 저널》, TechCrunch, 《보스턴 글로브》, 《허핑턴포스트》, Xconomy, Kauffman 재단, MIT Sloan Experts 등에 기업가정신 관련 글을 기고해 왔다.

## 교육 활동
그는 edX를 통해 ‘Entrepreneurship 101: Who Is Your Customer?’ 강좌를 운영하며, MIT 부트캠프(MIT Bootcamps)의 강사로도 활동하고 있다.

## 개인 생활
과거에는 프로 농구선수로도 활동하였으며, 현재 매사추세츠주 벨몬트에 거주 중이다. 그는 네 아들의 아버지이며, 그 중 톰 올렛(Tom Aulet)은 게임화된 실내용 로잉 머신을 개발한 기업 Ergatta의 창업자이다.